# عریجاوو
عریجاوو (به لاتین: Erigavo) یک منطقهٔ مسکونی در سومالی‌لند است که در Sanaag Region واقع شده است. عریجاوو ۱۱۴٬۸۴۶ نفر جمعیت دارد.

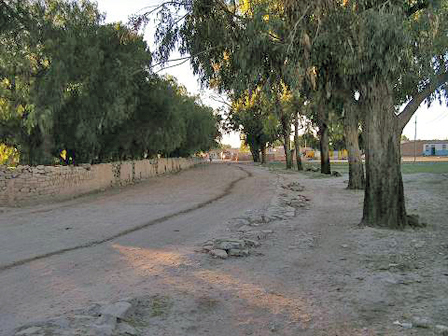
مسیری در عریجاوو قدیم.

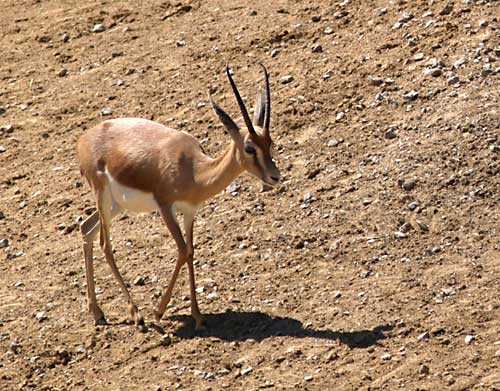
غزال دورکاس